# Patrik Jaros

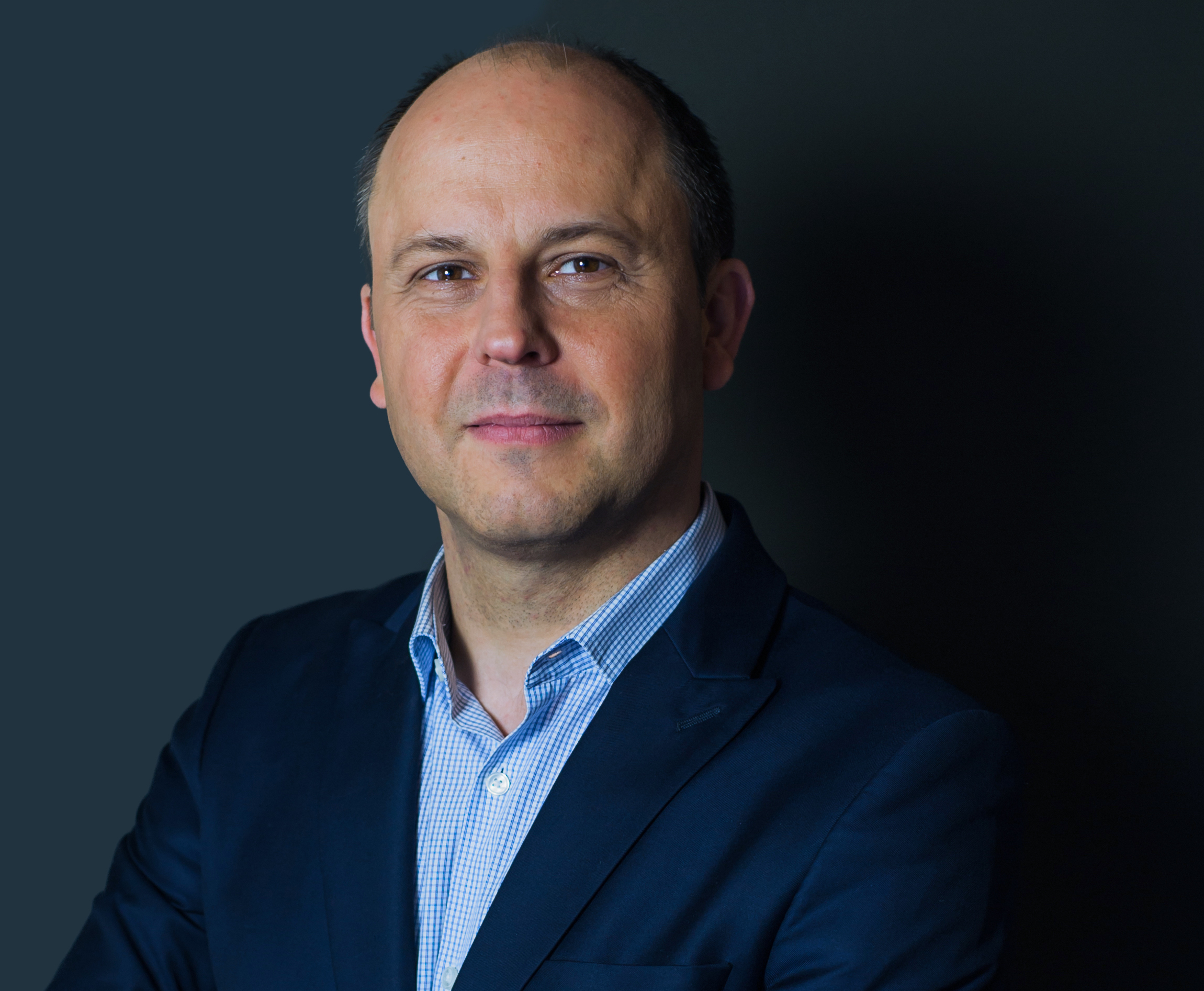
Patrik Jaros (2013)

Patrik Jaros (* 18. März 1967 in Marienbad) ist ein deutscher Koch, Kochbuchautor, Unternehmensberater und Gastronom.

## Leben
Patrik Jaros, gebürtiger Tscheche, war von 1988 bis 1991 Souschef in Eckart Witzigmanns Restaurant Aubergine in München. 1992 wurde er Küchenchef des Restaurants Patrizierhof bei München und wurde 1993 von Witzigmann in dessen Restaurant Aubergine zurückgeholt. 
Im Jahr 1995 belegte er den dritten Platz beim Bocuse d’Or. Bis heute ist Jaros Mitglied der Bocuse d’Or - Akademie in Frankreich und Präsident der „Bocuse d'Or - Selection Germany“, dem nationalen Vorentscheid.
Seit dem Jahr 2000 ist er Betreiber und Mitinhaber mehrerer Restaurants in Köln und Spanien. Er ist geschäftsführender Gesellschafter einer Firma, die Foodkonzepte für die Gastronomie entwickelt. Zudem berät Jaros Einzel- und Großhandelsunternehmen der Lebensmittelbranche, für die er auch neue Produkte entwickelt.
Eine eigene Produktlinie namens „J´s Gourmet“ für hochpreisige Convenience-Produkte brachte er 2006 auf den Markt. 
Des Weiteren ist Jaros Autor und Food-Stylist von Koch- und Backbüchern. Für sein Buch „Trüffel – die Diamanten der Küche“ wurde er als „Gewinner des Gourmand World Cookbook Award 2004 - Bestes Kochbuch zu einem Einzelthema“ ausgezeichnet. Überdies beschäftigt er sich mit Applikationen für mobile Endgeräte zu Küchenthemen.

## Publikationen
- Das Nichts Wegwerfen Kochbuch. mit Günter Beer, Parragon 2007, ISBN 978-1407509297.
- Kochschule mit Patrik Jaros. Bachem 2007.
- Kochen: Das Standardwerk. Parragon Köln, 2009.
- Die besten Rezepte aus der Landfrauenküche. mit Sabine Vonderstein, Herausgeber 2013.
- Die leckersten Käsekuchen: Für jeden Anlass und jeden Geschmack. Parragon 2015.